# Thân vương quốc Murom
Thân vương quốc Murom (tiếng Nga: Муромское княжество) là một lãnh địa của người Rus' thời trung cổ có thủ phủ đặt tại thành phố Murom, nay thuộc tỉnh Vladimir, Nga. Murom nằm trong một khu vực có nhiều người Phần Lan và trong phần lớn lịch sử thời trung cổ của nó, nằm ở quê hương của người Muromia. Nó dường như là một khu định cư quan trọng của người Phần Lan vào thế kỷ thứ IX, với sự hiện diện đáng chú ý về mặt khảo cổ học của người Scandinavia từ thế kỷ thứ X, bằng chứng là những thanh kiếm của người Frank, một chiếc trâm mai rùa và một thanh kiếm.
Sách Primary Chronicle cho rằng Murom nằm dưới sự kiểm soát của Rus vào thế kỷ thứ VIII. Gleb Vladimirovich, con trai của Vladimir Đại đế, cai trị thân vương quốc vào đầu thế kỷ XI. Murom là một phần lãnh thổ của Thân vương quốc Chernigov vào cuối thế kỷ XI, do gia tộc Sviatoslavichi, hậu duệ của Iaroslav Thông thái kiểm soát; có lẽ nó đã được Vsevolod Iaroslavich giữ lại ngay cả sau khi Thân vương xứ Chernigov trở thành Đại công tước xứ Kiev vào năm 1076.
Oleg Sviatoslavich, cháu trai của Iaroslav và Thân vương xứ Chernigov, cai trị Murom thông qua một posadnik vào đầu những năm 1090, và nó được công nhận là phạm vi ảnh hưởng của Oleg tại Đại hội Liubech năm 1097. Tại đây, Davyd, anh trai của Oleg được phong làm đồng cai trị Chernigov, và các vùng đất của Oleg được phân chia giữa Oleg, Davyd và anh trai của họ là Iaroslav; sau này thu được Murom với Ryazan.
Murom dường như đã bị phá hủy hoặc ít nhất là bị tàn phá bởi Cuộc xâm lược Rus của người Mông Cổ vào năm 1237-1238. Khan Batu đến biên giới Ryazan vào mùa đông năm 1237 và yêu cầu các Thân vương xứ Ryazan, Murom và Pronsk cống nạp. Điều này đã bị từ chối, và sau đó các vùng đất này đã bị tàn phá.
Năm 1392, Vasily Dmitr'evich, Thân vương xứ Moscow và Đại công tước xứ Vladimir, nhận được quyền công nhận từ Khan Tokhtamysh cho phép sáp nhập Thân vương quốc Murom, cùng với các Thân vương quốc Nizhni Novgorod và Gorodets.

## Danh sách các Thân vương xứ Murom
- Iaroslav Sviatoslavich, 1097–1129
- Iurii Iaroslavich, 1129–1143
- Sviatoslav Iaroslavich, 1143–1145
- Rostislav Iaroslavich, 1145–1147
- Vladimir Sviatoslavich, 1147–1149
- Rostislav Iaroslavich (lần nữa), 1149–1155
- Vladimir Sviatoslavich (lần nữa), 1155–1161
- Iurii Vladimirovich, 1161–1174
- Vladimir Yuryevich, ?–1203
- Davyd Yuryevich, 1203–1228
- Iurii Davydovich, ?–1237
- Igor Yuryevich, 1203–?
- Iaroslav Yuryevich, 1237–?

Sau khi Iaroslav và sự tàn phá Murom bởi người Mông Cổ, các Thân vương của Murom biến mất trong gần một thế kỷ, tiếp tục với:
- Vasily Iaroslavich, ?–1344 x 8
- Iurii Iaroslavich, 1344 x 8–1353
- Fedor Glebovich, 1353–x 1392